# Tilbudsavis
Tilbudsaviser, tilbudskataloger eller reklametryksager er publikationer indeholdende aktuelle varer og priser, udsendt af detail- eller en gros-butikker til private husstande og/eller virksomheder.
Formålet med tilbudsaviser er at informere kunder om hvilke varer der i øjeblikket er på tilbud og samtidig tiltrække kunder til butikkerne for at kunne fremvise det fulde sortiment med henblik på mersalg. De fleste supermarkedskæder udsender tilbudsaviser hver weekend, og mange udsender endda også en avis midt på ugen, der gælder torsdag-lørdag. Tilbudsaviserne omdeles som regel af Post Danmark eller FK Distribution.
Fremgår en vare i en tilbudsavis som værende på tilbud eller på udsalg, er det ved lov vedtaget at prisen skal være lavere end normalprisen. Hvis ikke, kan afsenderen indbringes til Forbrugerrådet for vildledende markedsføring.
Antallet af tilbudsaviser har de senere år været stigende og kulminerer omkring jul. I 2008 blev der således udsendt i alt 32.274 siders tilbudsaviser fra de danske supermarkedskæder. De største tilbudsaviser målt på volumen er fra Bilka.. 
Det er muligt at sige nej tak til tilbudsaviser ved at have "ingen reklamer, tak"-skilt på sin postkasse, der signalerer at man ikke ønsker adresseløse forsendelser. D. 27. april 2009 træder en ny ingen reklamer, tak ordning i kraft, hvor man bl.a. kan fravælge gratis- og lokalaviser, samt tilbudsaviser og andre adresseløse forsendelser. Tilbudsaviserne kan også læses online på butikkernes hjemmesider samt på forskellige webportaler.
Flere virksomheder tilbyder at læse tilbudsaviser online for derved at mindske CO2-udspillet, som frembringes af traditionelle tilbudsaviser. Dette initiativ fungerer således, at virksomhederne typisk er tilmeldt "Ingen CO2"-ordningen, hvorved den digitale publicering af tilbudsaviserne er stort set uden CO2-udslip. 